# 454350 Paolaamico
454350 Paolaamico este o planetă minoră (asteroid), cu un diametru de 2,46 km, din centura de asteroizi. A fost descoperită pe 30 aprilie 2010 la Wise Observatory⁠(d) de Wide-field Infrared Survey Explorer⁠(d). 
Obiectul prezintă o orbită caracterizată de o semiaxă mare de 2,5634430296097 UAi, o excentricitate de 0,18, o înclinație de 12,2 ° în raport cu ecliptica.